# Bernried (powiat Deggendorf)
Bernried – miejscowość i gmina w Niemczech, w kraju związkowym Bawaria, w rejencji Dolna Bawaria, w regionie Donau-Wald, w powiecie Deggendorf. Leży w Lesie Bawarskim, około 10 km na północny zachód od Deggendorfu.

## Demografia
Dane o ludności z 31 grudnia 2008:
| Opis                                | Ogółem | Ogółem | Kobiety | Kobiety | Mężczyźni | Mężczyźni |
| ----------------------------------- | ------ | ------ | ------- | ------- | --------- | --------- |
| Jednostka                           | osób   | %      | osób    | %       | osób      | %         |
| Populacja                           | 4881   | 100    | 2447    | 50,13   | 2434      | 49,87     |
| Wiek przedprodukcyjny (0–17 lat)    | 920    | 18,85  | 451     | 9,24    | 469       | 9,61      |
| Wiek produkcyjny (18–65 lat)        | 3126   | 64,04  | 1542    | 31,59   | 1584      | 32,45     |
| Wiek poprodukcyjny (powyżej 65 lat) | 835    | 17,11  | 454     | 9,3     | 381       | 7,81      |

## Polityka
Wójtem od 2002 jest Eugen Gegenfurtner (SPD). Rada gminy składa się z 16 członków:
|      | CSU | SPD | FWG | FL | Razem |
| 2008 | 6   | 5   | 3   | 2  | 16    |
| 2002 | 6   | 4   | 3   | 3  | 16    |

## Współpraca
Miejscowość partnerska:
- Gornsdorf, Saksonia